# 車輪の再発明
車輪の再発明（しゃりんのさいはつめい、英: reinventing the wheel）とは、「広く受け入れられ確立されている技術や解決法を（知らずに、または意図的に無視して）再び一から作ること」を指すための慣用句。誰でも直観的にその意味が分かるように、車輪という誰でも知っていて古くから広く使われている既存の技術を比喩の題材として使った慣用表現で、世界中で使われている。

## 概要
古くから皆に使われている技術や技法をそのまま模倣して利用すれば、時間や労力を使わずに済む。それにも関わらずアイディアを練る段階から始めていては時間・労力・コストなどの無駄となってしまうことから、時間の浪費、無駄な努力、愚かなこと、ばかばかしいこと、といったニュアンスで用いられる。

## IT業界
「車輪の再発明」の語は、IT業界では耳にすることが多いフレーズでもある。ソフトウェア開発におけるアンチパターンの1つに分類される。
アンチパターンの1つに数えられるということは、それだけ多くの人々が苦い体験を繰り返して失敗してきたということでもあるが、「車輪の再発明」は繰り返されてしまう。ITエンジニアにとっては「開発は楽しいものだから」という理由や、「自分のソフトウェアのことは自分が一番に理解している」というITエンジニアの想い、自分で作りたいという欲求からくるのではないかともいわれる。
また、「車輪の再発明」を避けようとするあまり、逆に労力が増す結果になることもある。一例として、GitHubで見つけたライブラリを組み込んで開発しようとする場合、そのライブラリがテストを充分にされていない粗悪品だったなら、開発完了までの想定した以上の時間がかかる可能性も高く、完成後もメンテナンスのたびに同様の苦労が発生すると考えられる。

### 再利用すべき「車輪」
IT業界において、再発明するのではなく再利用すべき「車輪」の例としては以下のようなものがある。
ライブラリやフレームワーク
ドキュメントが整備されていることや日々メンテナンスされてバグが無くなっていることが必要。
使用するライブラリやフレームワークが広く知られている場合には、開発経験をもった人をアサインすることで引き継ぎなどもスムーズに行くというメリットもある。
UIのガイドラインやデザインテンプレート
テキスト入力欄や各種ボタンなどは「車輪」として存在している。
広く採用されているルール
リポジトリ運用にGitやGitHubなど広く採用されている方式を用いることで、バージョン管理に関する混乱を避け、開発作業に注力しやすくなる。
使用するプログラミング言語に標準のコーディングルールがあればソースコードの扱いも楽になる。
標準化された知識体系
PMBOK、ITILといったソフトウェア開発マネジメントのノウハウ。
組織内で生まれたノウハウ
過去に自分で作ったコードや、社内のほかの部署で実績のあるライブラリやプロセス。

### 車輪の再発明が意味を持つ場合
上述のように多数の「車輪」が存在しているわけではあるが、意図的に「車輪」を再利用しないほうがメリットを得られる場面もある。
- コア機能の開発
自社製品の価値を左右するようなメインの機能は競合他社のライセンスで使用するよりも、競争力を持つ。
全体の生産性を高めるため、コア以外の部分には「車輪」の活用を検討すべきである。
- アップグレードや差別化を狙うとき
既存の「車輪」よりも少しだけ優れたものを開発しようとするとき。
例えば、今後のコストを大幅に削減できる見込みがあるといったメリットがあるのならば、機能が同等であっても作り直す価値はある。
- システム要件やライセンスなどの制約が厳しい
OSの種類やストレージ容量などの要件をクリアできない、実行速度やメモリ使用量などのパフォーマンスの要件をクリアできない、特許やライセンスのコストの問題など。
- 発明の苦労を体験したい
動作原理を学ぶなどの学習目的。

## オーストラリア・イノベーション特許2001100012号
オーストラリアでは2001年にジョン・マイケル・キーオ（英: John Michael Keogh）によって車輪が再発明され、特許が取得された。ただし、取得した特許は通常の特許ではなく、オーストラリアで2001年に導入されたイノベーション特許（英: innovation patent）である。
これはまじめな発明としてではなく、イノベーション特許制度がほぼ無審査であることへの批判を目的として、故意に申請されたものであった。オーストラリアにももちろん審査を経た上で権利が認められる通常の特許制度があり、この発明も同制度のもとでは到底特許として認められるものではない。しかし、イノベーション特許制度は、実体審査を経ないで特許が与えられるため、この発明に特許が与えられることになったのである。
実際には、イノベーション特許には、侵害訴訟を起こす際に事前に特許庁の審査を受ける必要があるなど、実際に権利行使を行うにあたっての制約がある。この車輪の発明にしても、実際に権利を行使しようとすれば、特許庁での審査で特許性がないと判断されるであろう。また、イノベーション特許には、通常の特許と比較して短い権利期間しか認められていない。
このように通常の特許とイノベーション特許とには大きな相違があるが、一般には両者の相違が知られていなかったため、このイノベーション特許は「車輪の再発明」として話題になった。
なお、キーオとオーストラリア特許庁は、その年のイグノーベル技術賞を受賞した。

## 関連語句
自前主義
Not invented here
自社あるいは自国内で発明されたものでなければ採用しないというもので、大企業や大国にありがちな問題としてよく指摘される。頭文字をとって「NIHシンドローム」（NIH症候群）と呼ばれる。

四角い車輪の再発明
reinventing the square wheel
「車輪の再発明」をしたうえに、既存のものよりも役に立たないもの（四角い車輪）を作ってしまうこと。